# Tassili II
Le Tassili II est un ferry algérien de la compagnie maritime Algérie Ferries. Il est mis en service en 2004 sur les lignes entre l'Algérie, la France et l'Espagne.

## Historique
La mise sur cale du premier bloc a lieu le  24 juillet 2002. Le Tassili II est livré le 26 octobre 2004. 
Dans la nuit du 29 au 30 octobre 2011, le ferry Tassili II a heurté dans le port d'Oran un rocher, endommageant l'hélice du ferry. À la suite de l'incident, le Tassili II est immobilisé pour réparation et les passagers sont pris en charge. 
Le 1er septembre 2018, le Tassili II a percuté un cargo panaméen dans le port d'Oran. L'incident a provoqué une brèche à la coque du ferry. L'ERENAV a pris en charge la réparation et le  Tassili II a regagné Alicante en fin de journée.

## Caractéristiques
Le ferry mesure 146,6 mètres de longueur pour 24 mètres de largeur. Le navire a une capacité de 1 320 passagers et est pourvu d'un garage pouvant contenir 300 véhicules sur deux niveaux , le garage étant accessible par deux portes rampes, une à la proue et une à la poupe. La propulsion du Tassili II est assurée par 2 moteurs Wartsila Diesel de type Wartsila 8L20 C2 et 4 moteurs auxiliaires de type Wartsila 8L20 C2 pour une puissance de 2X12600 KW faisant filer le navire à une vitesse de 23,5 nœuds. Le navire dispose de 10 embarcations de sauvetage ouvertes, six de taille moyenne et quatre de petites taille.
Le Tassili II dispose d'un équipage de 120 membres qui s'occupent des machines et des services aux voyageurs.